# Llacsí
El Llacsí és una muntanya de 363 metres que es troba al municipi de Sitges, a la comarca del Garraf.